# Hervormde Kerk (Opperdoes)
De Hervormde Kerk (ook bekend als de Kerk aan de Gouw) in de Nederlandse plaats Opperdoes (provincie Noord-Holland) is een kerkgebouw van rond 1530. Op de plek waar de kerk staat, werden echter al langer kerkdiensten gehouden. De huidige kerk is een vervangend gebouw voor een kerk die door Grote Pier in 1517 geplunderd is. De toren van de kerk stamt uit 1525.
Sinds het samengaan van de Hervormden en de Gereformeerden wordt de Hervormde Kerk alleen nog gebruikt bij bijzondere vieringen. De wekelijkse kerkdiensten worden in de Gereformeerde Kerk aan het Noorderpad gehouden.

## Rijksmonument
Onder de bescherming van het rijksmonument vallen de volgende onderdelen:
- het schip
- de preekstoel uit 1688
- het achterschot en klankbord achter de preekstoel; deze horen niet bij de preekstoel
- het eikenhouten doophek uit 1752
- de koperen doopboog uit 1753
- de voorzangerslezenaar uit het laatste kwart van de 18e eeuw

## Toren
De toren is rond 1525 gebouwd. Aan de voorkant van de toren is de ingang naar de kerk geplaatst. Boven de deur een rond venster. De deur en het venster bevinden zich in een spitsboogvormige nis. Helemaal boven in de toren bevinden zich aan elke zijde van de toren twee gekoppelde galmgaten. Boven de galmgaten bevindt zich een balustrade en een torenspits opgetrokken uit bakstenen. De spits en balustrade zijn tijdens de restauratie in 1942 aangebracht. De klokkenstoel is nog wel origineel en stamt uit 1572. De klok is door Geert van Wou gemaakt en heeft een diameter van 90 centimeter.

## Trivia
- De kerktoren heeft een haan op de punt en op het dak van het schip staat een kip.[2]